# برايان ويلبر
برايان ويلبر (بالإنجليزية: Brian Wilbur)‏ هو لاعب كرة قدم أمريكية أمريكي، ولد في 26 أكتوبر 1986.